# Psychotria pulleniana
Psychotria pulleniana är en måreväxtart som beskrevs av Seymour Hans Sohmer. Psychotria pulleniana ingår i släktet Psychotria och familjen måreväxter. Inga underarter finns listade i Catalogue of Life.